# 이그나시오 페레즈 산타마리아
이그나시오 "나초" 페레즈 산타마리아(Ignacio "Nacho" Pérez Santamaría, 1980년 6월 24일~ )는 스페인의 은퇴한 축구 선수이다.